# Doris (voornaam)
Doris is van oorsprong een Engelse meisjesnaam. De naam is mogelijk afgeleid van het Griekse woord dorilis wat "de rijkbegaafde" betekent. De naam komt ook voor in de Griekse mythologie, in verband met Grieks doru "lans". De naam kan ook een afkorting zijn van Dorothea.

## Bekende naamdraagsters
- Doris Day, Amerikaans zangeres
- Doris Lessing, Brits schrijfster
- Doris Leuthard, Zwitsers politica
- Doris Duval, Filipijns mensenrechtenactiviste